# Шахермайр, Фриц
Фриц Шахермайр (нем. Fritz Schachermeyr, 10 января 1895, Урфар (ныне — в земле Верхняя Австрия) — 26 декабря 1987, Айзенштадт) — австрийский историк, специалист по древней истории, один из старейших антиковедов Австрии. Научные интересы Шахермайра затрагивали многие периоды истории древнего мира, однако наибольший вклад Шахермайр внёс в исследование ранней истории Балканского полуострова и деятельности Александра Македонского.

## Биография
С 1914 года Фриц Шахермайр изучал науки о древности в Граце, где он учился в том числе у Адольфа Бауера, в Берлине у Эдуарда Мейера и в Вене, где его преподавателем был Адольф Вильгельм. В конце 1915 года учёба Фрица прервалась, и он отправился на фронт. Шахермайр служил в Трансильвании, Малой Азии и Месопотамии, где проявил интерес к истории Древнего Востока. В 1920 году Фриц Шахермайр окончил образование в Инсбруке, у Карла Леманн-Хаупта, защитив диссертацию на тему отношений между Египтом и Передней Азией. С 1919 по 1929 годы преподавал в Инсбрукской женской гимназии. В 1928 году защитил докторскую диссертацию по ранней истории этрусков в Инсбрукском университете, в 1929 году на основе этой диссертации опубликовал свой первый труд. В 1931 году Шахермайр был назначен профессором истории древнего мира в Йенский университет, сначала как экстраординарный профессор, а вскоре возглавил кафедру. Приглашение Шахермайра на кафедру Леманна-Хаупта в Инсбрук потерпело неудачу, вероятно по финансовым причинам. В 1934 году Шахермайр претендовал на место Адольфа Вильгельма в Венском университете, но предпочтение было отдано Йозефу Кайлю, скорее всего из-за симпатий Шахермайра к национал-социализму.
С октября 1934 по март 1936 года Шахермайр занимал место декана философского факультета в Йене. В 1936 году стал ординарным профессором Гейдельбергского университета, вместо изгнанного за «расовую неполноценность» Ойгена Тойблера. В 1941 году перешёл в Грацский университет. В 1945 году, после окончания Второй мировой войны был уволен на пенсию из-за своих национал-социалистических взглядов, однако в 1952 приглашён на место Йозефа Кайля в Венский университет на кафедру греческой истории, археологии и эпиграфики. В 1963 году вышел на пенсию, продолжая возглавлять кафедру до 1970 года.
Во годы Третьего рейха Шахермайр представлял собой весьма сомнительную фигуру и был известен как «один из самых незаурядных национал-социалистов среди историков». Уже в 1933 году Шахермайр начал активно интересоваться политикой и был, по собственному признанию, одним из учредителей «Национал-социалистского боевого кольца немецких австрийцев рейха». Попав под влияние нацистской пропаганды, Шахермайр поддерживал идеи немецкого национал-социализма докладами и публикациями научного и культурно-политического плана. В частности, в 1933 году он опубликовал в «Народном обозревателе», печатном органе НСДАП, статью о «нордической личности вождя». После выхода номера он даже лично отправил один экземпляр рейхсминистру внутренних дел Вильгельму Фрику, ответственному за вопросы высшего образования в стране. В прилагаемом письме он упоминал о следующей намеченной работе: «попытаться обосновать национал-социалистскую идею, как неизбежное следствие хода истории». В том же году Шахермайр написал статью «История древнего мира как всемирная история северных народов». В работе «Ахейцы и хетты» (1935) о ранней истории народов Греции и Малой Азии, Шахермайр использует расистскую терминологию и утверждает о превосходстве т. н. «индогерманских» (то есть индоевропейских) народов. В его энциклопедической статье об афинском тиране Писистрате (1937) встречаются утверждения, что Писистрат по своей крови «в значительной степени имел северные показатели».
После 1945 года Шахермайр никогда не вспоминал об этих своих публикациях, однако лишь в книге «Александр Великий. Гений и власть» (1949) наметился перелом во взглядах историка. Шахермайр больше не героизирует личности в истории, и в своей работе приходит к выводу, что Александр оставил довольно мрачный след во всемирной истории.
Вторая книга Шахермайра об Александре Македонском — небольшая монография «Александр в Вавилоне и организация государства после его смерти» (1970) — посвящена последнему периоду жизни Александра. В этой книге историк пытался подвести итоги правления Македонского, описать результаты его деятельности.
В это же время Фриц Шахермайр отказывается от своих прежних убеждений, в его новых публикациях ничего не говорится о роли «нордического элемента» в создании греческой культуры.
Многолетние исследования жизни и деятельности Александра Македонского увенчались написанием объёмной монографии «Александр Македонский. Проблема личности и деятельности Александра», изданной Австрийской академией наук в 1973 году. В 1984 году этот труд в сокращенном варианте был издан на русском языке.
Фриц Шахермайр был членом Австрийской академии наук (с 1957) и членом-корреспондентом Гейдельбергской академии наук. Имел звание почётного доктора Афинского (1961) и Венского (1984) университетов.
Вплоть до своей смерти Шахермайр продолжал активную научную деятельность, выступая на конференциях и с публикациями.

## Труды
- Etruskische Frühgeschichte, Berlin, Leipzig 1929
- Zur Rasse und Kultur im minoischen Kreta, Carl Winter, Heidelberg 1939
- Lebensgesetzlichkeit in der Geschichte. Versuch einer Einführung in das geschichtsbiologische Denken, Klostermann, Frankfurt/M. 1940
- Indogermanen und Orient. Ihre kulturelle und machpolitische Auseinandersetzung im Altertum, Stuttgart 1944
- Alexander, der Grosse. Ingenium und Macht, Pustet, Graz-Salzburg-Wien 1949
- Alexander der Grosse. Das Problem seiner Persönlichkeit und seines Wirkens, Wien 1973

- На русском языке с сокращениями: Шахермайр Ф. Александр Македонский. М.: Наука, 1984. 384 с.

- Griechische Geschichte. Mit besonderer Berücksichtigung der geistesgeschichtlichen und kulturmorphologischen Zusammenhänge, Kohlhammer, Stuttgart 1960
- Perikles, Kohlhammer, Stuttgart-Berlin-Köln-Mainz 1969
- Geistesgeschichte der Perikleischen Zeit, Stuttgart-Berlin-Köln-Mainz 1971
- Die Tragik der Voll-Endung. Stirb und Werde in der Vergangenheit. Europa im Würgegriff der Gegenwart, Koska, Wien-Berlin 1981
- Ein Leben zwischen Wissenschaft und Kunst, hrsg. von Gerhard Dobesch und Hilde Schachermeyr, Wien, Köln, Graz 1984